# أبيل أ. هنتر
أبيل أ. هنتر (بالإنجليزية: Abel A. Hunter)‏ هو عالم نبات أمريكي، ولد في 17 سبتمبر 1877 في لنكن في الولايات المتحدة، وتوفي في 6 أبريل 1935 في منطقة قناة بنما في الولايات المتحدة.